# La Lisa
Pour les articles homonymes, voir Lisa.
La Lisa est l'une des quinze municipalités de la ville de La Havane à Cuba.

## Religion
On y trouve le sanctuaire Jésus-le-Nazaréen d’Arroyo Arenas, une église catholique que la Conférence des évêques catholiques de Cuba reconnaît sanctuaire national, depuis 1955, mais qui est actuellement fermée et dans un état de dégradation avancé. L’église paroissiale est celle de l’Immaculée-Conception à El Cano,.